# Jenny Lind

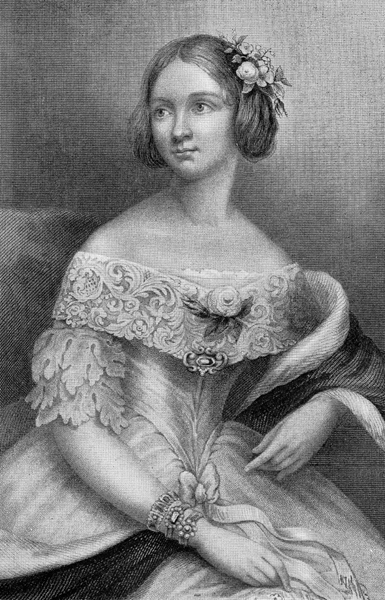
Arcképe

Jenny Lind (eredeti neve Johanna Maria Lind; asszonyneve Madame Goldschmidt; Stockholm, 1820. október 6. – Malvern (Worcestershire) 1887. november 2.) svéd énekesnő (szoprán), a 19. század egyik legjelentősebb színpadi énekesnője. Beceneve "a svéd csalogány" volt.

## Életpályája
Tanulmányait a stockholmi színészeti iskolában kezdte. 1838-ben debütált a stockholmi udvari operában, ahol 1841-ig működött. Ezután Párizsban tanult tovább. 1844-ben Berlinben és Drezdában tűnt fel, 1846-ban pedig Bécsben és Pesten. Angliában, amely a második hazája lett, 1847-ben lépett fel először. 1849-ben búcsút mondott a színpadnak. 1850 és 1852 között amerikai körutat tett. Már kezdeti fellépéseivel kirobbanó sikereket aratott. Később gyakran lépett fel Otto Goldschmidt német karmester-zongoraművésszel, akihez 1852-ben Bostonban feleségül ment. A pár Londonban telepedett le, ahol Goldschmidt 1863-ban az ottani zeneakadémia helyettes igazgatója lett. (Goldschmidt alapította 1875-ben a Bach-kórust. Házasságkötése után Jenny Lind - a kor más művészfeleségeihez hasonlóan - nagyrészt visszavonult a nyilvános szerepléstől. Utolsó alkalommal 1870-ben lépett fel nyilvánosan a férje által vezetett düsseldorfi zeneünnepélyen, ahol férje Ruth című oratóriumában szerepelt. Svédországban 500,000 frankos jótékony célú alapítványt tett.

## Képgaléria

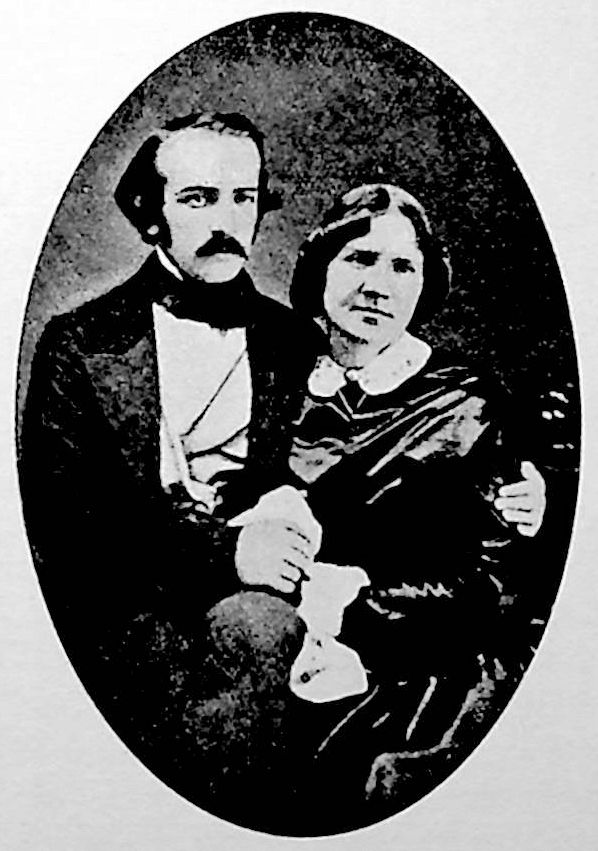
Arcképe férje társaságában